# アントニオ・パロミーノ
アントニオ・パロミーノ・デ・カストロ・イ・ヴェラスコ（Antonio Palomino de Castro y Velasco、1655年 – 1726年4月13日）はスペインの画家、著述家である。スペインの画家、彫刻家、建築家の伝記が含まれる著書「 El Museo pictórico y escala óptica,（絵画館と視覚規範）」はスペインの美術史の重要な資料となっている。

## 略歴
アンダルシアのコルドバ県のブハランセ(Bujalance)の名家に生まれた。コルドバで哲学、神学、法律を学び、1672年にコルドバで働いていたフアン・デ・バルデス・レアルから絵を学び、その後、1675年にフアン・デ・アルファロ・イ・ガメス(Juan de Alfaro y Gamez)に学んだ。
いくつかの小さい注文の作品を描いた後、1678年にマドリードに移った。マドリードではフアン・デ・アルファロやクラウディオ・コエーリョ、フアン・カレーニョ・デ・ミランダといった画家と付き合い、あまり知られていない装飾画を描いた。名家の女性と結婚した後、政府の評議員(Concejo de la Mesta)に任じられ、貴族に列せられた。1688年に国王、カルロス2世の宮廷画家に任じられた。
1697年にバレンシアを訪れ、4年ほど滞在し、サントス・フアネス教会の天井画などを描いた。1705年からの10年間はサラマンカやグラナダ、コルドバなどで活動した。
著書、「 El Museo pictórico y escala óptica,（絵画館と視覚規範）」は1715年から1724年の間に3巻がフィリオ版で刊行された。絵画理論や絵の技法を扱った部分は大きな影響を持っていなかったが、スペインの芸術家の伝記を集めた章、「 El Parnaso español pintoresco laureado」は、スペインの画家、彫刻家、建築家の生涯をしる上で重要な資料になった。イタリアの芸術家の伝記を著した、ジョルジョ・ヴァザーリに例えて「スペインのヴァザーリ」と称せられた。1739年に一部が英語に翻訳されたのに始まり、18世紀の末までにフランス語、ドイツ語に翻訳された。

## 作品

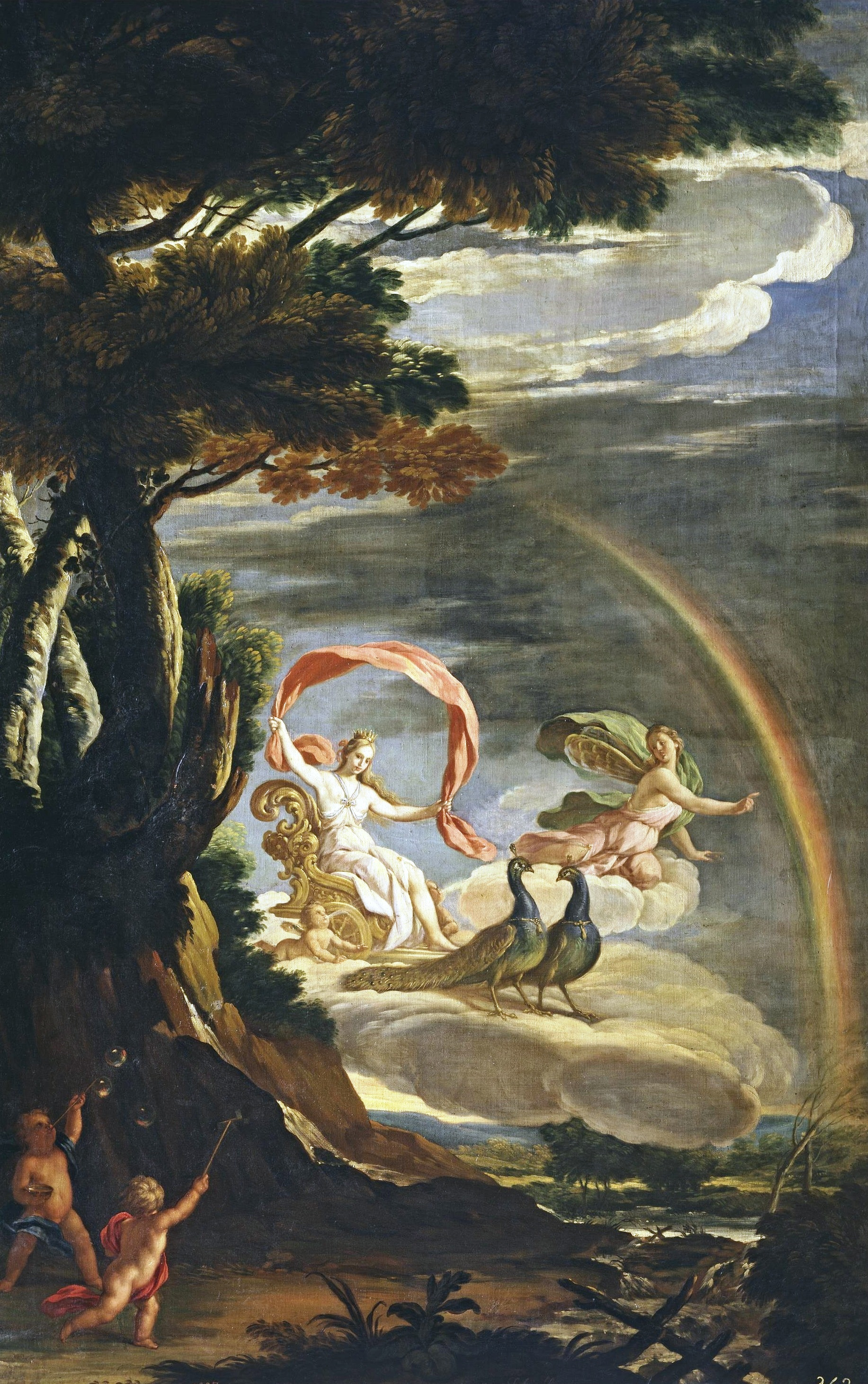
Alegoría del Aire (c.1700)
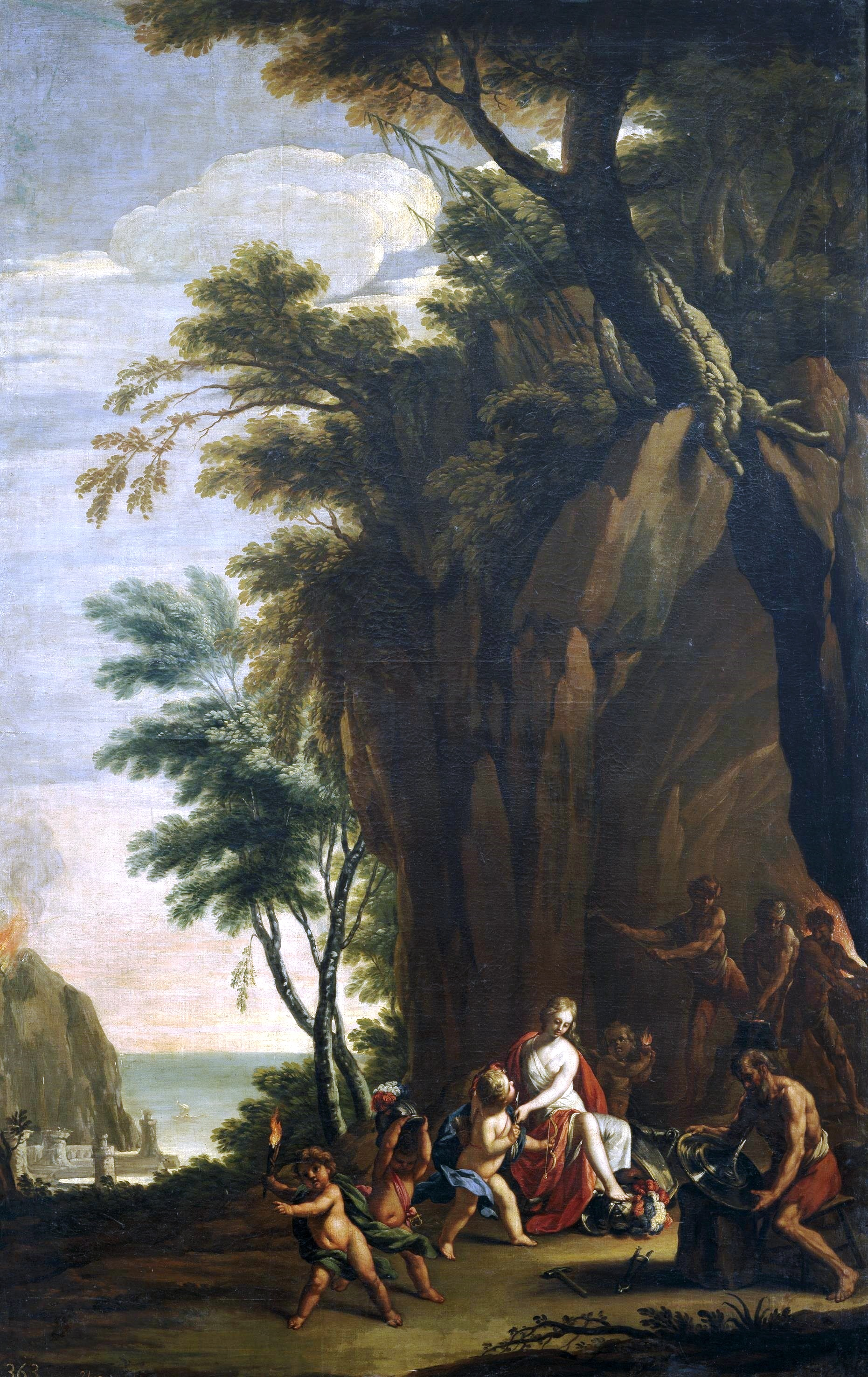
El Fuego (c.1700)
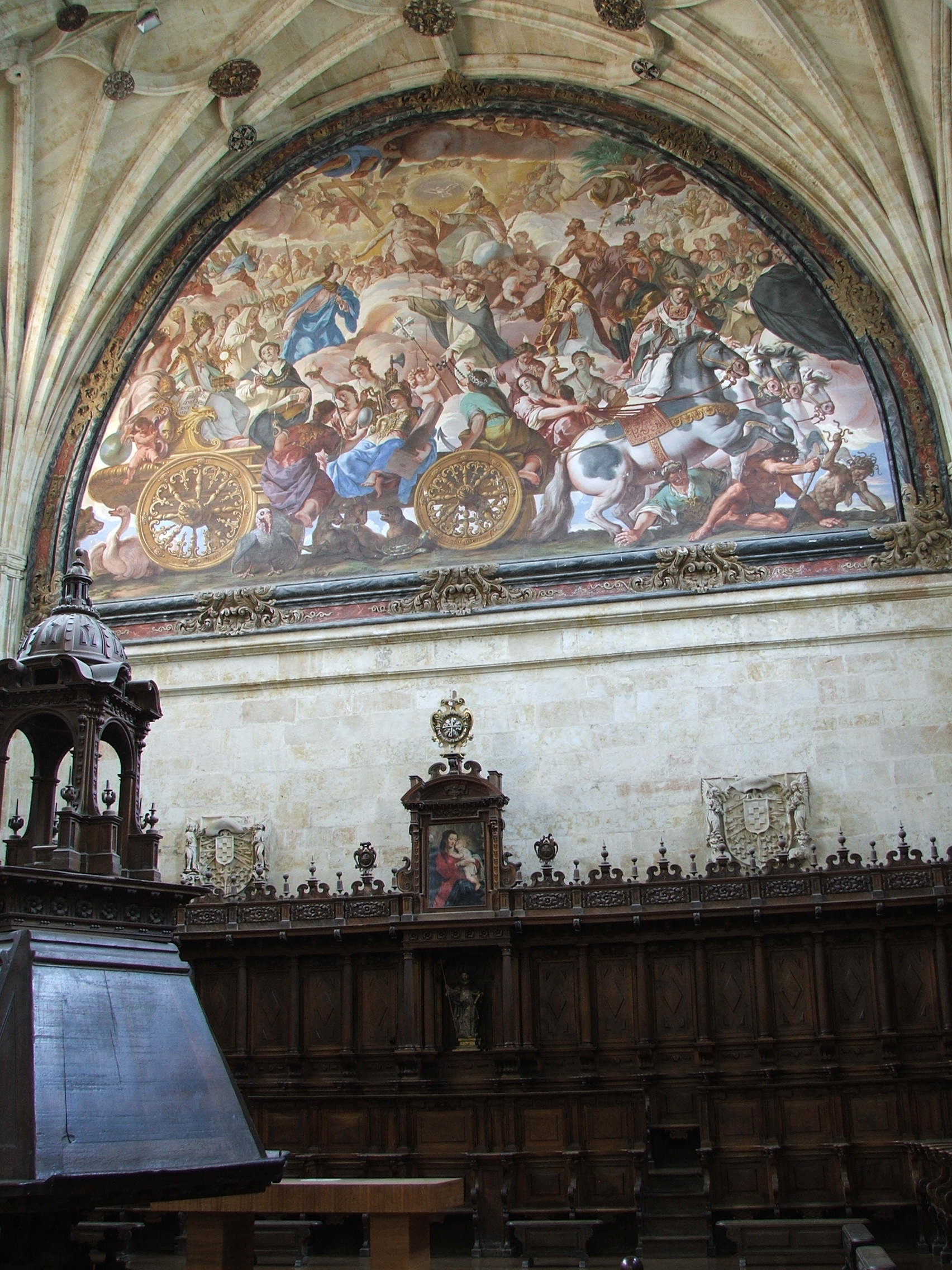
サンエステバン修道院の装飾画
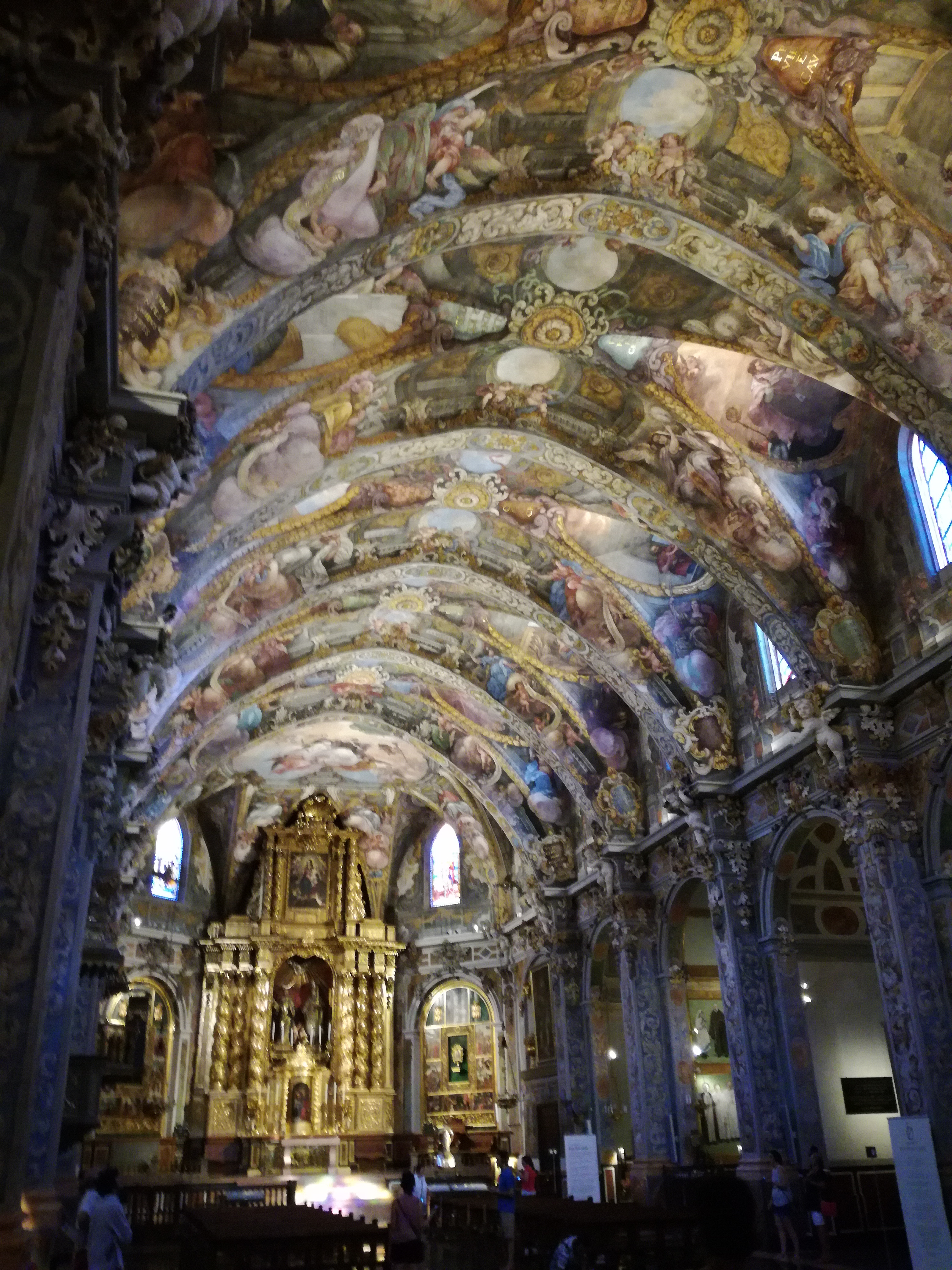
バレンシア、聖ニコラス教会の装飾画